# 朗豪坊 (伦敦)

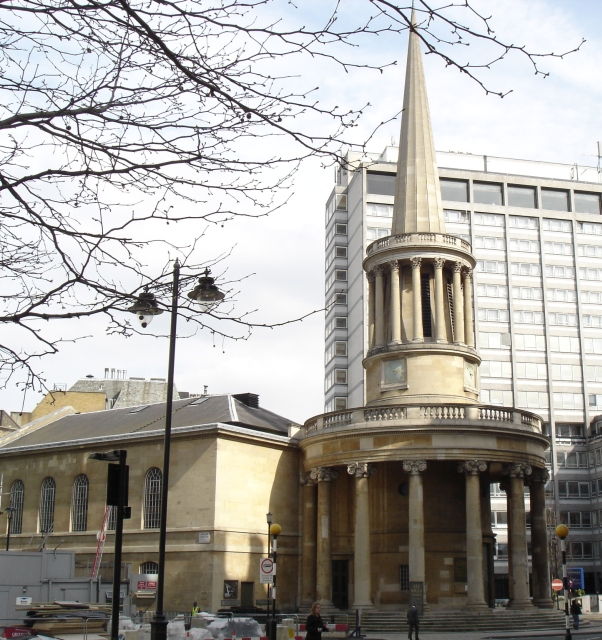
朗豪坊诸靈堂

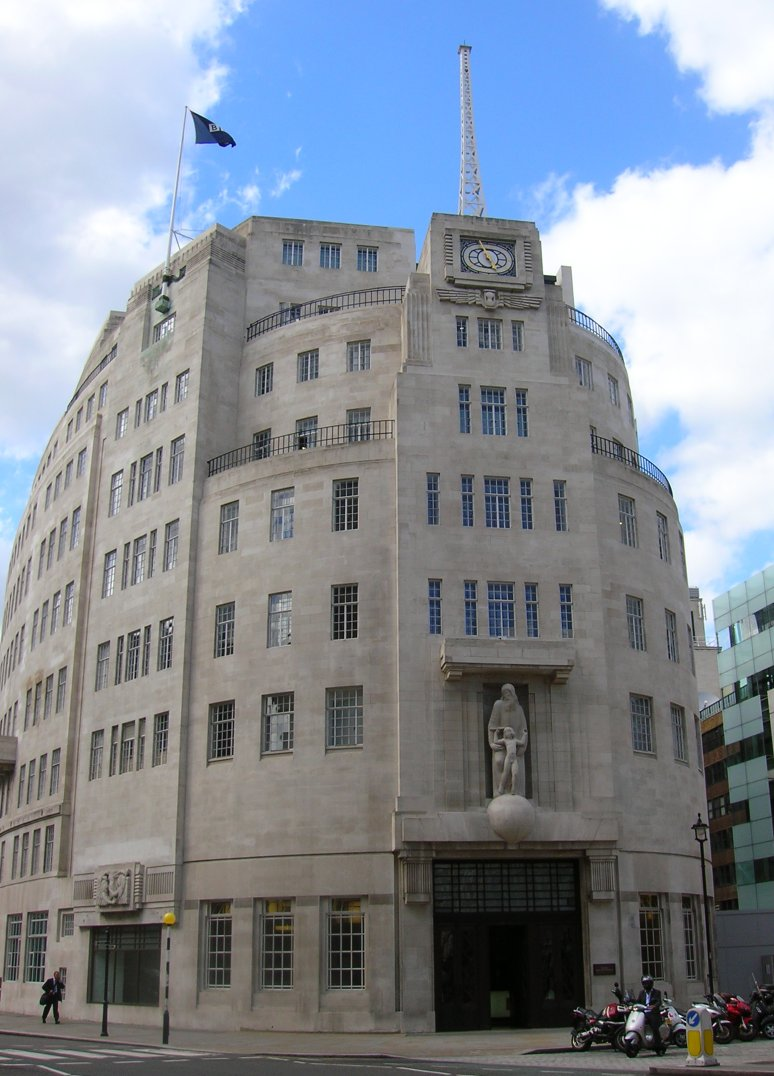
BBC广播大厦

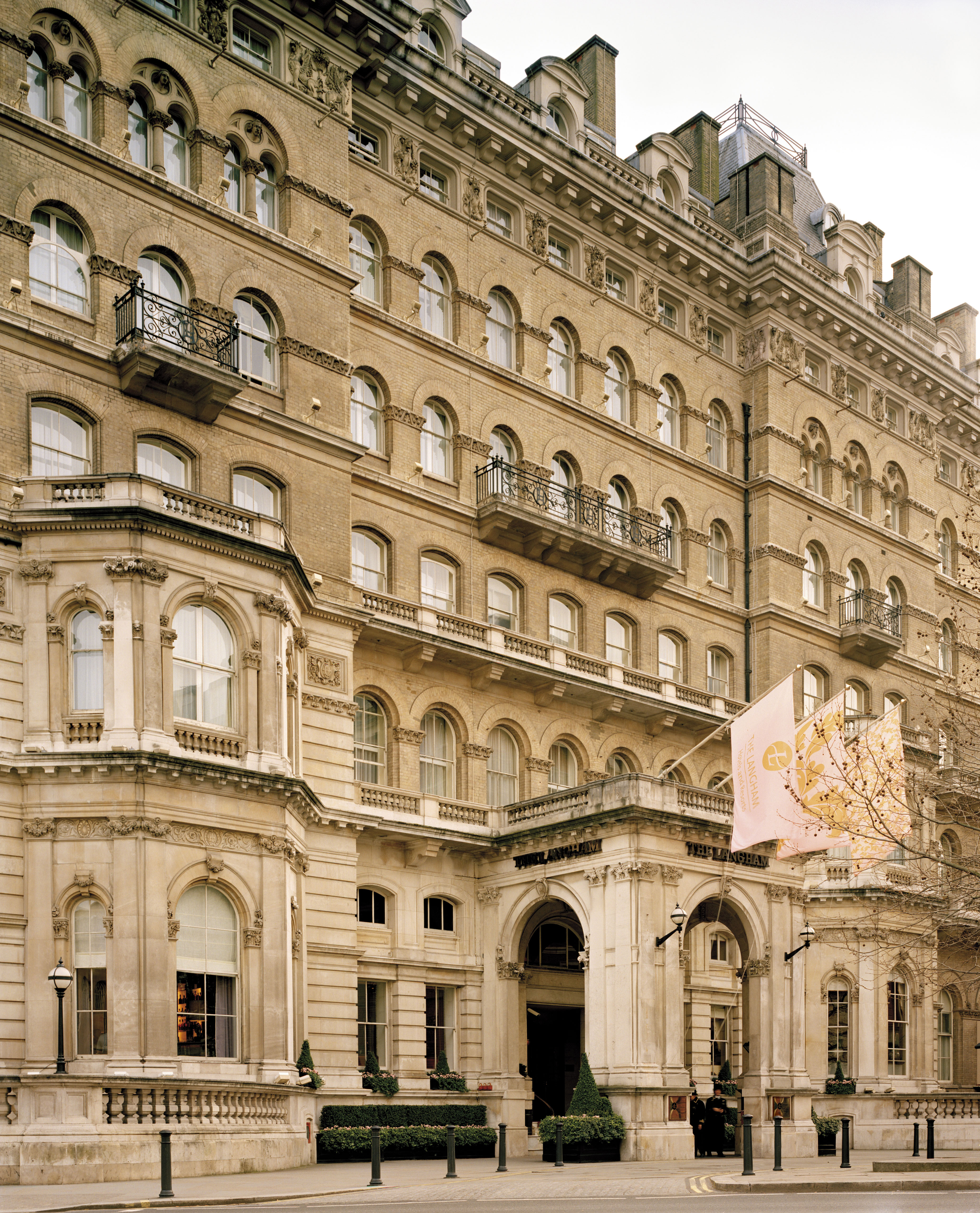
朗廷酒店

朗豪坊（英語：Langham Place）是英国伦敦西区西敏市的一条街道，连接北面的波特兰坊（Portland Place）和南面的摄政街（Regent Street）。

## 建筑
在朗豪坊有一些重要建筑，包括朗豪坊诸靈堂、BBC广播大厦和朗廷酒店。这一区域最初由建筑师约翰·纳西设计，但是他保存下来的作品只有诸圣堂，其他均已经过改建。

### 诸靈堂
朗豪坊诸靈堂位于摄政街起点，就在广播大厦南侧。这座教堂完成于1823年，是本区唯一幸存的纳西作品。

### 朗廷酒店
朗豪坊西侧的朗廷酒店建于1863年到1865年，耗资30万英镑。它是伦敦最大最知名的传统豪华酒店之一。

### 广播大厦
BBC廣播大樓建于1930年代，Art Deco风格。